# Pasquale Ruju
Pasquale Ruju (Nuoro, 26 ottobre 1962) è un fumettista, scrittore e doppiatore italiano.

## Biografia e carriera
Figlio del pittore e poeta Antonio Ruju, dopo essersi laureato in architettura al Politecnico di Torino, si avvicina al mondo del cinema e del teatro come attore, dedicandosi poi principalmente al doppiaggio di personaggi di soap opera (tra cui Sentieri) e cartoni animati giapponesi (anime).
Nel 1995 entra a far parte dello staff degli autori di Dylan Dog, scrivendo un breve episodio per il Gigante n.4 (Il vicino di casa per i disegni di Enea Riboldi), diventando ben presto una delle firme note ai lettori della testata (sulla serie regolare esordisce a maggio 1997 con Il richiamo della foresta disegnata da Luigi Piccatto). In seguito gli verranno affidate anche le sceneggiature di storie per gli albi di Nathan Never, Martin Mystère, Dampyr e Tex.
Sempre per la Sergio Bonelli Editore, crea la miniserie in diciotto episodi Demian, pubblicata da maggio 2006 a ottobre 2007 e la mini, sempre in diciotto episodi, Cassidy, a partire dal maggio 2010.
Nel 2007 ha recitato nella soap Vivere interpretando il ruolo di Leonardo Savio.
Nel 2010 è anche lo sceneggiatore Bonelli più pubblicato dell'anno, con 1604 pagine e quattro serie all'attivo..
Nel 2012 è autore e sceneggiatore del thriller interattivo "The House of Mystery", primo esempio italiano di filmgame pubblicitario, nell'ambito della campagna Vigorsol Mystery.. Due anni dopo gli viene affidata la sceneggiatura del 29° Speciale Tex (il cosiddetto Texone) dal titolo L'orda del tremonto, disegnato da Corrado Roi.
Insieme al disegnatore Giovanni Freghieri, crea nel 2015 la mini-serie in quattro episodi Hellnoir.
Nel 2016 pubblica per Edizioni E/O il suo primo romanzo: Un caso come gli altri finalista al Premio Scerbanenco
Nel 2017, 2018 e 2021 escono sempre per Edizioni E/O i romanzi: Nero di mare, Stagione di cenere e Il codice della vendetta, finalista al Premio Scerbanenco 2021. Tutti hanno per protagonista il reporter Franco Zanna.
Nel 2020 cura la sceneggiatura della graphic novel edita da Feltrinelli Comics Ballata per un traditore basata su un soggetto di Massimo Carlotto e disegnata da David Ferracci, cui farà seguito nel 2021 il secondo volume dal titolo Refrain.
Dal 2021 è ideatore e direttore del festival di cultura noir Dora Nera, a Torino.

## Premi
Nel 2004 riceve a Milano il premio Cartoomics per la sceneggiatura, nel 2011 il premio "U Giancu" alla Mostra Internazionale dei Cartoonists di Rapallo e nel 2021 il premio ANAFI come miglior soggettista.
Due volte finalista al premio Scerbanenco (2016 e 2021), nel 2019 vince il premio speciale SalerNoir per "Stagione di cenere". Nel 2022 riceve il Premio Costa Rossa Festival delle Arti, il premio Rondine d'Oro - Barbagia nel mondo alla carriera e il premio Asti d'Appello Rotary per "Il codice della vendetta".

## Opere

### Fumetti

#### Dylan Dog
Albi della serie regolare
- Pasquale Ruju (testi), Luigi Piccatto (disegni); Il richiamo della foresta, in Dylan Dog n. 128, Sergio Bonelli Editore, maggio 1997.
- Pasquale Ruju (testi), Montanari & Grassani (disegni); Il negromante, in Dylan Dog n. 130, Sergio Bonelli Editore, luglio 1997.
- Pasquale Ruju (testi), Corrado Roi (disegni); Scanner, in Dylan Dog n. 135, Sergio Bonelli Editore, dicembre 1997.
- Pasquale Ruju (testi), Maurizio Di Vincenzo (disegni); Hook l'implacabile, in Dylan Dog n. 139, Sergio Bonelli Editore, aprile 1998.
- Pasquale Ruju (testi), Nicola Mari (disegni); L'Angelo Sterminatore, in Dylan Dog n. 141, Sergio Bonelli Editore, giugno 1998.
- Pasquale Ruju (testi), Giovanni Freghieri (disegni); Belli da morire, in Dylan Dog n. 144, Sergio Bonelli Editore, settembre 1998.
- Pasquale Ruju (testi), Corrado Roi (disegni); Polvere di stelle, in Dylan Dog n. 147, Sergio Bonelli Editore, dicembre 1998.
- Pasquale Ruju (testi), Ugolino Cossu (disegni); L'alieno, in Dylan Dog n. 149, Sergio Bonelli Editore, febbraio 1999.
- Pasquale Ruju (testi), Giovanni Freghieri (disegni); Il bacio della vipera, in Dylan Dog n. 150, Sergio Bonelli Editore, marzo 1999.
- Pasquale Ruju (testi), Giampiero Casertano (disegni); Morte a domicilio, in Dylan Dog n. 152, Sergio Bonelli Editore, maggio 1999.
- Pasquale Ruju (testi), Corrado Roi (disegni); La nuova stirpe, in Dylan Dog n. 155, Sergio Bonelli Editore, agosto 1999.
- Pasquale Ruju (testi), Maurizio Di Vincenzo (disegni); Nato per uccidere, in Dylan Dog n. 158, Sergio Bonelli Editore, novembre 1999.
- Pasquale Ruju (testi), Ugolino Cossu (disegni); Percezioni extrasensoriali, in Dylan Dog n. 159, Sergio Bonelli Editore, dicembre 1999.
- Pasquale Ruju (testi), Giovanni Freghieri (disegni); Il Druido, in Dylan Dog n. 160, Sergio Bonelli Editore, gennaio 2000.
- Pasquale Ruju (testi), Daniele Bigliardo (disegni); Il dio prigioniero, in Dylan Dog n. 162, Sergio Bonelli Editore, marzo 2000.
- Pasquale Ruju (testi), Montanari & Grassani (disegni); La Donna Urlante, in Dylan Dog n. 164, Sergio Bonelli Editore, maggio 2000.
- Pasquale Ruju (testi), Ugolino Cossu (disegni); Sopravvivere all'Eden, in Dylan Dog n. 166, Sergio Bonelli Editore, luglio 2000.
- Pasquale Ruju (testi), Corrado Roi (disegni); La Piccola-Morte, in Dylan Dog n. 170, Sergio Bonelli Editore, novembre 2000.
- Pasquale Ruju (testi), Giovanni Freghieri (disegni); Un colpo di sfortuna, in Dylan Dog n. 174, Sergio Bonelli Editore, marzo 2001.
- Pasquale Ruju (testi), Ugolino Cossu (disegni); Lettere dall'Inferno, in Dylan Dog n. 178, Sergio Bonelli Editore, giugno 2001.
- Pasquale Ruju (testi), Nicola Mari (disegni); Notti di caccia, in Dylan Dog n. 180, Sergio Bonelli Editore, agosto 2001.
- Pasquale Ruju (testi), Nicola Mari (disegni); Il marchio del vampiro, in Dylan Dog n. 181, Sergio Bonelli Editore, settembre 2001.
- Pasquale Ruju (testi), Giovanni Freghieri (disegni); Safarà, in Dylan Dog n. 182, Sergio Bonelli Editore, ottobre 2001.
- Pasquale Ruju (testi), Angelo Stano (disegni); I misteri di Venezia, in Dylan Dog n. 184, Sergio Bonelli Editore, gennaio 2002.
- Pasquale Ruju (testi), Giampiero Casertano (disegni); Il segreto di Mordecai, in Dylan Dog n. 190, Sergio Bonelli Editore, giugno 2002.
- Pasquale Ruju (testi), Bruno Brindisi (disegni); Macchie solari, in Dylan Dog n. 192, Sergio Bonelli Editore, agosto 2002.
- Pasquale Ruju (testi), Corrado Roi (disegni); L'eterna illusione, in Dylan Dog n. 193, Sergio Bonelli Editore, settembre 2002.
- Pasquale Ruju (testi), Giampiero Casertano (disegni); Chi ha ucciso Babbo Natale, in Dylan Dog n. 196, Sergio Bonelli Editore, dicembre 2002.
- Pasquale Ruju (testi), Daniele Bigliardo (disegni); La casa dei fantasmi, in Dylan Dog n. 211, Sergio Bonelli Editore, marzo 2004.
- Pasquale Ruju (testi), Pietro Dall'Agnol (disegni); L'uccisore di streghe, in Dylan Dog n. 213, Sergio Bonelli Editore, maggio 2004.
- Pasquale Ruju (testi), Corrado Roi (disegni); Manila, in Dylan Dog n. 214, Sergio Bonelli Editore, giugno 2004.
- Pasquale Ruju (testi), Luigi Piccatto (disegni); Il pozzo degli inganni, in Dylan Dog n. 215, Sergio Bonelli Editore, luglio 2004.
- Pasquale Ruju (testi), Giampiero Casertano (disegni); Concorrenza sleale, in Dylan Dog n. 220, Sergio Bonelli Editore, dicembre 2004.
- Pasquale Ruju (testi), Luigi Piccatto (disegni); Le due vite di Dream, in Dylan Dog n. 223, Sergio Bonelli Editore, marzo 2005.
- Pasquale Ruju (testi), Giovanni Freghieri (disegni); Sul filo dei ricordi, in Dylan Dog n. 224, Sergio Bonelli Editore, aprile 2005.
- Pasquale Ruju (testi), Maurizio Di Vincenzo (disegni); Nightmare Tour, in Dylan Dog n. 231, Sergio Bonelli Editore, novembre 2005.
- Pasquale Ruju (testi), Roberto Rinaldi (disegni); Sonata macabra, in Dylan Dog n. 235, Sergio Bonelli Editore, marzo 2006.
- Pasquale Ruju (testi), Ugolino Cossu (disegni); All'ombra del vulcano, in Dylan Dog n. 237, Sergio Bonelli Editore, maggio 2006.
- Pasquale Ruju (testi), Pietro Dall'Agnol (disegni); Tutti gli amori di Sally, in Dylan Dog n. 247, Sergio Bonelli Editore, marzo 2007.
- Pasquale Ruju (testi), Giampiero Casertano (disegni); I mostri di Sullivan, in Dylan Dog n. 253, Sergio Bonelli Editore, settembre 2007.
- Pasquale Ruju (testi), Corrado Roi (disegni); Reincarnazioni, in Dylan Dog n. 265, Sergio Bonelli Editore, settembre 2008.
- Pasquale Ruju (testi), Ugolino Cossu (disegni); Gli artigli del Drago, in Dylan Dog n. 266, Sergio Bonelli Editore, ottobre 2008.
- Pasquale Ruju (testi), Domingo Mandrafina (disegni); Uno sconosciuto sulla strada, in Dylan Dog n. 276, Sergio Bonelli Editore, agosto 2009.
- Pasquale Ruju (testi), Alessandro Poli (disegni); Discesa nell'abisso, in Dylan Dog n. 278, Sergio Bonelli Editore, ottobre 2009.
- Pasquale Ruju (testi), Corrado Roi (disegni); Relazioni pericolose, in Dylan Dog n. 282, Sergio Bonelli Editore, febbraio 2010.
- Pasquale Ruju (testi), Angelo Stano (disegni); Ritratto di famiglia, in Dylan Dog n. 300, Sergio Bonelli Editore, agosto 2011.
- Pasquale Ruju (testi), Luigi Piccatto (disegni); L'imbalsamatore, in Dylan Dog n. 301, Sergio Bonelli Editore, settembre 2011.
- Pasquale Ruju (testi), Giovanni Freghieri (disegni); Io,il mostro, in Dylan Dog n. 310, Sergio Bonelli Editore, giugno 2012.
- Pasquale Ruju (testi), Davide Furnò & Paolo Armitano (disegni); Vietato ai minori, in Dylan Dog n. 357, Sergio Bonelli Editore, maggio 2016.

Albi fuoriserie
Gigante
- Pasquale Ruju (testi), Enea Riboldi (disegni); Il vicino di casa, in Dylan Dog Gigante n. 4, Sergio Bonelli Editore, dicembre 1995.
- Pasquale Ruju (testi), Daniele Bigliardo (disegni); Il canto della sirena, in Dylan Dog Gigante n. 5, Sergio Bonelli Editore, novembre 1996.
- Pasquale Ruju (testi), Angelo Stano (disegni); Sangue di lupo, in Dylan Dog Gigante n. 6, Sergio Bonelli Editore, dicembre 1997.
- Pasquale Ruju (testi), Nicola Mari (disegni); Horror Market, in Dylan Dog Gigante n. 7, Sergio Bonelli Editore, novembre 1998.
- Pasquale Ruju (testi), Luigi Piccatto (disegni); L'Altro, in Dylan Dog Gigante n. 8, Sergio Bonelli Editore, novembre 1999.
- Pasquale Ruju (testi), Maurizio Di Vincenzo (disegni); Horror Cult Movie, in Dylan Dog Gigante n. 11, Sergio Bonelli Editore, novembre 2002.
- Pasquale Ruju (testi), Giovanni Freghieri (disegni); Il penitente, in Dylan Dog Gigante n. 19, Sergio Bonelli Editore, novembre 2010.
- Pasquale Ruju (testi), Valentina Romeo (disegni); La vicina di casa, in Dylan Dog Gigante n. 22, Sergio Bonelli Editore, novembre 2013.

Speciale
- Pasquale Ruju (testi), Luigi Piccatto (disegni); Il treno dei dannati, in Speciale Dylan Dog n. 11, Sergio Bonelli Editore, ottobre 1997.
- Pasquale Ruju (testi), Nicola Mari (disegni); Goliath, in Speciale Dylan Dog n. 13, Sergio Bonelli Editore, ottobre 1999.
- Pasquale Ruju (testi), Luigi Piccatto (disegni); Il Padrone della Luce, in Speciale Dylan Dog n. 14, Sergio Bonelli Editore, ottobre 2000.
- Pasquale Ruju (testi), Giovanni Freghieri (disegni); Dov'è finito Dylan Dog?, in Speciale Dylan Dog n. 16, Sergio Bonelli Editore, settembre 2002.
- Pasquale Ruju (testi), Giovanni Freghieri (disegni); Profondo blu, in Speciale Dylan Dog n. 22, Sergio Bonelli Editore, settembre 2008.
- Pasquale Ruju (testi), Nicola Mari (disegni); L'angelo caduto, in Speciale Dylan Dog n. 23, Sergio Bonelli Editore, settembre 2009.

Almanacco
- Pasquale Ruju (testi), Roberto Rinaldi (disegni); La stirpe degli immortali, in Almanacco della Paura n. 8, Sergio Bonelli Editore, aprile 1998.
- Pasquale Ruju (testi), Roberto Rinaldi (disegni); Il violinista, in Almanacco della Paura n. 10, Sergio Bonelli Editore, aprile 2000.
- Pasquale Ruju (testi), Domingo Mandrafina (disegni); Il dittatore, in Almanacco della Paura n. 13, Sergio Bonelli Editore, marzo 2003.
- Pasquale Ruju (testi), Giovanni Freghieri (disegni); Il vivaio, in Almanacco della Paura n. 16, Sergio Bonelli Editore, marzo 2006.

Maxi
- Pasquale Ruju (testi), Montanari & Grassani (disegni); Il fiore d'ombra, in Maxi Dylan Dog n. 1, Sergio Bonelli Editore, luglio 1998.
- Pasquale Ruju (testi), Montanari & Grassani (disegni); L'idolo della folla, in Maxi Dylan Dog n. 2, Sergio Bonelli Editore, luglio 1999.
- Pasquale Ruju (testi), Montanari & Grassani (disegni); La radio fantasma, in Maxi Dylan Dog n. 3, Sergio Bonelli Editore, giugno 2000.
- Pasquale Ruju (testi), Montanari & Grassani (disegni); Piccole bugie, in Maxi Dylan Dog n. 4, Sergio Bonelli Editore, giugno 2001.
- Pasquale Ruju (testi), Montanari & Grassani (disegni); All'ombra del destino, in Maxi Dylan Dog n. 5, Sergio Bonelli Editore, giugno 2002.
- Pasquale Ruju (testi), Montanari & Grassani (disegni); Futuro imperfetto, in Maxi Dylan Dog n. 6, Sergio Bonelli Editore, giugno 2003.
- Pasquale Ruju (testi), Montanari & Grassani (disegni); L'alchimista, in Maxi Dylan Dog n. 7, Sergio Bonelli Editore, giugno 2004.
- Pasquale Ruju (testi), Montanari & Grassani (disegni); Autocombustione, in Maxi Dylan Dog n. 8, Sergio Bonelli Editore, luglio 2005.
- Pasquale Ruju (testi), Montanari & Grassani (disegni); Gli abitatori dell'abisso, in Maxi Dylan Dog n. 10, Sergio Bonelli Editore, giugno 2007.
- Pasquale Ruju (testi), Corrado Roi (disegni); Paranoia, in Maxi Dylan Dog n. 14, Sergio Bonelli Editore, febbraio 2011.
- Pasquale Ruju (testi), Montanari & Grassani (disegni); Kidnapping, in Maxi Dylan Dog n. 19, Sergio Bonelli Editore, giugno 2013.

Color fest
- Pasquale Ruju (testi), Nicola Mari (disegni); Il mago degli affari, in Dylan Dog Color Fest n. 2, Sergio Bonelli Editore, agosto 2008.
- Pasquale Ruju (testi), Lito Fernandez (disegni); Persecuzione dall'Aldilà, in Dylan Dog Color Fest n. 8, Sergio Bonelli Editore, aprile 2012.

#### Tex
Albi della serie regolare
- Pasquale Ruju (testi), Ernesto García Seijas (disegni); La prova del fuoco, in Tex n. 598, Sergio Bonelli Editore, agosto 2010.
- Pasquale Ruju (testi), Ernesto García Seijas (disegni); Un ranger per nemico, in Tex n. 599, Sergio Bonelli Editore, settembre 2010.
- Pasquale Ruju (testi), Alfonso Font (disegni); Mezzosangue, in Tex n. 621, Sergio Bonelli Editore, luglio 2012.
- Pasquale Ruju (testi), Alfonso Font (disegni); La rivincita di Makua, in Tex n. 622, Sergio Bonelli Editore, agosto 2012.
- Pasquale Ruju (testi), José Ortiz (disegni); Le catene della colpa, in Tex n. 625, Sergio Bonelli Editore, novembre 2012.
- Pasquale Ruju (testi), José Ortiz (disegni); Tra il cielo e l'inferno, in Tex n. 626, Sergio Bonelli Editore, dicembre 2012.
- Pasquale Ruju (testi), Ernesto García Seijas (disegni); Furia comanche, in Tex n. 645, Sergio Bonelli Editore, luglio 2014.
- Pasquale Ruju (testi), Ernesto García Seijas (disegni); Il guerriero immortale, in Tex n. 646, Sergio Bonelli Editore, agosto 2014.
- Pasquale Ruju (testi), Giovanni Ticci (disegni); L'onore di un guerriero, in Tex n. 666, Sergio Bonelli Editore, aprile 2016
- Pasquale Ruju (testi), Giovanni Ticci (disegni); Lunga Lancia, in Tex n. 667, Sergio Bonelli Editore, maggio 2016
- Pasquale Ruju (testi), Lucio Filippucci (disegni); La pista dei Forrester, in Tex n. 680, Sergio Bonelli Editore, giugno 2017.
- Pasquale Ruju (testi), Lucio Filippucci (disegni); Tabla Sagrada, in Tex n. 681, Sergio Bonelli Editore, luglio 2017.
- Pasquale Ruju (testi), Alfonso Font (disegni); Wolfman, in Tex n. 684, Sergio Bonelli Editore, ottobre 2017.
- Pasquale Ruju (testi), Alfonso Font (disegni); I difensori di Silver Bow, in Tex n. 685, Sergio Bonelli Editore, novembre 2017.
- Pasquale Ruju (testi), Ugolino Cossu (disegni); Il messaggero cinese, in Tex n. 688, Sergio Bonelli Editore, febbraio 2018.
- Pasquale Ruju (testi), Ugolino Cossu (disegni); Paura a San Diego, in Tex n. 689, Sergio Bonelli Editore, marzo 2018.
- Pasquale Ruju (testi), Giuseppe Prisco (disegni); Le schiave del Messico, in Tex n. 690, Sergio Bonelli Editore, aprile 2018.
- Pasquale Ruju (testi), Joannis Ginostatis (disegni); Cuore Apache, in Tex n. 691, Sergio Bonelli Editore, maggio 2018.
- Pasquale Ruju (testi), Joannis Ginostatis (disegni); Johnny il selvaggio, in Tex n. 692, Sergio Bonelli Editore, giugno 2018.
- Pasquale Ruju (testi), Bruno Ramella (disegni); Il ritorno di Proteus, in Tex n. 693, Sergio Bonelli Editore, luglio 2018.
- Pasquale Ruju (testi), Bruno Ramella (disegni); Kit contro Kit, in Tex n. 694, Sergio Bonelli Editore, agosto 2018
- Pasquale Ruju (testi), Gianluca Acciarino (disegni); La seconda vita di Bowen, in Tex n. 703, Sergio Bonelli Editore, maggio 2019.
- Pasquale Ruju (testi), Gianluca Acciarino (disegni); Spalle al muro, in Tex n. 704, Sergio Bonelli Editore, giugno 2019.
- Pasquale Ruju (testi), Alfonso Font (disegni); La tribù dei dannati, in Tex n. 708, Sergio Bonelli Editore, ottobre 2019.
- Pasquale Ruju (testi), Alfonso Font (disegni); La furia di Makua, in Tex n. 709, Sergio Bonelli Editore, novembre 2019.
- Pasquale Ruju (testi), Ernesto García Seijas (disegni); I fratelli Granger, in Tex n. 718, Sergio Bonelli Editore, agosto 2020.
- Pasquale Ruju (testi), Ernesto García Seijas (disegni); Scontro finale, in Tex n. 719, Sergio Bonelli Editore, settembre 2020.
- Pasquale Ruju (testi), Alfonso Font (disegni); Sulla cattiva strada, in Tex n. 720, Sergio Bonelli Editore, ottobre 2020.
- Pasquale Ruju (testi), Stefano Biglia (disegni); Attentato a Montales, in Tex n. 721, Sergio Bonelli Editore, novembre 2020.
- Pasquale Ruju (testi), Stefano Biglia (disegni); Guatemala, in Tex n. 722, Sergio Bonelli Editore, dicembre 2020.
- Pasquale Ruju (testi), Stefano Biglia (disegni); La Negra Muerte, in Tex n. 723, Sergio Bonelli Editore, gennaio 2021.
- Pasquale Ruju (testi), Stefano Biglia (disegni); Colpo di stato, in Tex n. 724, Sergio Bonelli Editore, febbraio 2021.
- Pasquale Ruju (testi), Bruno Ramella (disegni); Il pistolero Vudu, in Tex n. 726, Sergio Bonelli Editore, aprile 2021.
- Pasquale Ruju (testi), Bruno Ramella (disegni); La strega della palude, in Tex n. 727, Sergio Bonelli Editore, maggio 2021.
- Pasquale Ruju (testi, con A. Rizzo), Michele Benevento (disegni); Il mostro del gran lago salato, in Tex n. 730, Sergio Bonelli Editore, agosto 2021.
- Pasquale Ruju (testi, con A. Rizzo), Michele Benevento (disegni); Dietro la maschera, in Tex n. 731, Sergio Bonelli Editore, settembre 2021.
- Pasquale Ruju (testi), Giuseppe Prisco (disegni); Le frecce dei nemici, in Tex n. 736, Sergio Bonelli Editore, febbraio 2022.
- Pasquale Ruju (testi), Giuseppe Prisco (disegni); La vendetta di Quercia Rossa, in Tex n. 737, Sergio Bonelli Editore, marzo 2022
- Pasquale Ruju (testi), Giuseppe Prisco (disegni); Le frecce dei nemici, in Tex n. 736, Sergio Bonelli Editore, febbraio 2022
- Pasquale Ruju (testi), Giovanni Freghieri (disegni); L'eredità del bandito, in Tex n. 741bis, Sergio Bonelli Editore, agosto 2022
- Pasquale Ruju (testi), Corrado Mastantuono (disegni); Vancouver, in Tex n. 745, Sergio Bonelli Editore, novembre 2022
- Pasquale Ruju (testi), Corrado Mastantuono (disegni); Artiglio d'orso, in Tex n. 746, Sergio Bonelli Editore, dicembre 2022
- Pasquale Ruju (testi), Corrado Mastantuono (disegni); Il grande incendio, in Tex n. 747, Sergio Bonelli Editore, gennaio 2023
- Pasquale Ruju, Antonello Rizzo (testi), Rossano Rossi (disegni); Ritorno a Redrock, in Tex n. 750, Sergio Bonelli Editore, aprile 2023
- Pasquale Ruju, Antonello Rizzo (testi), Rossano Rossi (disegni); Condanna senza appello, in Tex n. 751, Sergio Bonelli Editore, aprile 2023

Albi fuoriserie
- Pasquale Ruju (testi), Roberto Diso (disegni); Nella terra dei Klamath, in Almanacco del West n. 11, Sergio Bonelli Editore, gennaio 2004.
- Pasquale Ruju (testi), Franco Devescovi (disegni); La palude nera, in Almanacco del West n. 15, Sergio Bonelli Editore, gennaio 2008.
- Pasquale Ruju (testi), Ugolino Cossu (disegni); I banditi delle nebbie, in Color Tex n. 2, Sergio Bonelli Editore, agosto 2012.
- Pasquale Ruju (testi), Sandro Scascitelli (disegni); Un covo di belve, in Color Tex n. 4, Sergio Bonelli Editore, novembre 2013.
- Pasquale Ruju (testi), Corrado Roi (disegni); L'orda del tramonto, in Speciale Tex n. 29, Sergio Bonelli Editore, giugno 2014.
- Pasquale Ruju (testi), Roberto Diso (disegni); L'avamposto dell'infamia, in Maxi Tex n. 18, Sergio Bonelli Editore, ottobre 2014.
- Pasquale Ruju (testi), Sandro Scascitelli (disegni); Scure Nera, in Almanacco del West n. 22, Sergio Bonelli Editore, gennaio 2015.
- Pasquale Ruju (testi), Massimo Rotundo (disegni); Tempesta su Galveston, in Speciale Tex n. 30, Sergio Bonelli Editore, giugno 2015.
- Pasquale Ruju (testi), Sergio Tisselli (disegni); Sfida alla vecchia missione, in Color Tex n. 8, Sergio Bonelli Editore, novembre 2015.
- Pasquale Ruju (testi), Emanuele Barison (disegni); Artigli!, in Tex Magazine n. 1, Sergio Bonelli Editore, gennaio 2016.
- Pasquale Ruju (testi), Ugolino Cossu (disegni); I banditi delle nebbie, in Color Tex n. 2, Sergio Bonelli Editore, agosto 2012.
- Pasquale Ruju (testi), Giacomo Danubio (disegni); Cowboys, in Color Tex n. 11, Sergio Bonelli Editore, agosto 2017.
- Pasquale Ruju (testi), Pasquale Frisenda (disegni); Sparate sul pianista, in Color Tex n. 12, Sergio Bonelli Editore, novembre 2017.
- Pasquale Ruju (testi), Roberto Diso (disegni); La grande corsa, in Maxi Tex n. 22, Sergio Bonelli Editore, maggio 2018.

#### Nathan Never
Albi della serie regolare
- Pasquale Ruju (testi), Roberto Zaghi (disegni); Thor 14, in Nathan Never n. 57, Sergio Bonelli Editore, febbraio 1996.
- Pasquale Ruju (testi), Max Bertolini (disegni); India, in Nathan Never n. 75, Sergio Bonelli Editore, agosto 1998.
- Pasquale Ruju (testi), Romeo Toffanetti (disegni); La Dama di Ghiaccio, in Nathan Never n. 94, Sergio Bonelli Editore, marzo 1999.
- Pasquale Ruju (testi), Stefano Casini (disegni); Corsa contro la morte, in Nathan Never n. 127, Sergio Bonelli Editore, dicembre 2001.
- Pasquale Ruju (testi), Stefano Casini (disegni); Il risveglio di Thor 14, in Nathan Never n. 128, Sergio Bonelli Editore, gennaio 2002.
- Pasquale Ruju (testi), Stefano Casini (disegni); Alta velocità, in Nathan Never n. 155, Sergio Bonelli Editore, aprile 2004.

#### Dampyr
Albi della serie regolare
- Pasquale Ruju (testi), Fabrizio Russo (disegni); La dea egizia, in Dampyr n. 72, Sergio Bonelli Editore, marzo 2006.
- Pasquale Ruju (testi), Fabrizio Russo (disegni); Il ritorno di Bastet, in Dampyr n. 106, Sergio Bonelli Editore, gennaio 2009.

#### Martin Mystère
Albi della serie regolare
- Pasquale Ruju (testi), Sergio Tuis (disegni); Meteore, in Martin Mystère n. 302, Sergio Bonelli Editore, aprile 2009.

#### Hellnoir
- Pasquale Ruju (testi), Giovanni Freghieri (disegni); Una città per cui morire, in Hellnoir n. 1, Sergio Bonelli Editore, ottobre 2015.
- Pasquale Ruju (testi), Giovanni Freghieri (disegni); Cherchez la femme, in Hellnoir n. 2, Sergio Bonelli Editore, novembre 2015.
- Pasquale Ruju (testi), Giovanni Freghieri (disegni); L'abisso guarderà dentro di te, in Hellnoir n. 3, Sergio Bonelli Editore, dicembre 2015.
- Pasquale Ruju (testi), Giovanni Freghieri (disegni); Stirpe maledetta, in Hellnoir n. 4, Sergio Bonelli Editore, gennaio 2016.

#### Demian
Albi della serie regolare:
- Demian n. 1 - Il ricordo e la vendetta (2006)
- Demian n. 2 - La nave fantasma (2006)
- Demian n. 3 - La nube nera (2006)
- Demian n. 4 - Morte a Barcellona (2006)
- Demian n. 5 - Una cascata di diamanti (2006)
- Demian n. 6 - La Sindrome di Stoccolma (2006)
- Demian n. 7 - La stella di Algeri (2006)
- Demian n. 8 - Yakuza! (2006)
- Demian n. 9 - La pista degli sciacalli (2007)
- Demian n. 10 - La montagna insanguinata (2007)
- Demian n. 11 - Vite spezzate (2007)
- Demian n. 12 - Fraternité (2007)
- Demian n. 13 - Sulle strade di Parigi (2007)
- Demian n. 14 - Fantasmi del passato (2007)
- Demian n. 15 - "Le Loup" (2007)
- Demian n. 16 - Giorni di Guerra (2007)
- Demian n. 17 - Scelte sbagliate (2007)
- Demian n. 18 - L'ultima ora (2007)

Albi fuori dalla serie regolare
- Speciale Demian n. 1 - Uomini d'oro (2010)
- Speciale Demian n. 2 - Ritorno a Marsiglia (2010)
- Speciale Demian n. 3 - Senza tregua (2011)
- Speciale Demian n. 4 - Debito di sangue (2012)

#### Cassidy
Albi della serie regolare:
- Cassidy n. 1 - L'ultimo blues (2010)
- Cassidy n. 2 - Le mani sulla città (2010)
- Cassidy n. 3 - Maschera di sangue (2010)
- Cassidy n. 4 - Sulle strade di Las Vegas (2010)
- Cassidy n. 5 - Cielo di piombo (2010)
- Cassidy n. 6 - I guerrieri (2010)
- Cassidy n. 7 - Patto criminale (2010)
- Cassidy n. 8 - Il gioco della vendetta (2010)
- Cassidy n. 9 - Verso sud (2011)
- Cassidy n. 10 - La storia di "Lazaro" (2011)
- Cassidy n. 11 - Un bacio e una pistola (2011)
- Cassidy n. 12 - Rapporto confidenziale (2011)
- Cassidy n. 13 - Una guerra privata (2011)
- Cassidy n. 14 - Sulla linea di tiro (2011)
- Cassidy n. 15 - Diva (2011)
- Cassidy n. 16 - Il ricatto (2011)
- Cassidy n. 17 - Pronto a morire (2011)
- Cassidy n. 18 - Nessun futuro (2011)

#### Le Storie
- Pasquale Ruju (testi), Carlo Ambrosini (disegni); No Smoking, in Le storie n. 4, Sergio Bonelli Editore, gennaio 2013.
- Pasquale Ruju (testi), Max Avogadro (disegni); Capodanno cubano, in Le storie n. 25, Sergio Bonelli Editore, ottobre 2014.
- Pasquale Ruju (testi), Franco Saudelli (disegni); La battaglia di Marengo, in Le storie n. 29, Sergio Bonelli Editore, febbraio 2015.

### Narrativa
- Pasquale Ruju, Un caso come gli altri, Edizioni e/o, 2016, ISBN 9788866327226. URL consultato il 27 settembre 2016.
- Pasquale Ruju (con M. Carlotto, A. Acciai, M. Torre, P. Rinaldi), Youthless - Fiori di Strada, Harper&Collins, 2022, ISBN 9791259851062

#### Serie di Franco Zanna
- Pasquale Ruju, Nero di mare, Edizioni e/o, 2017, ISBN 9788866328650
- Pasquale Ruju, Stagione di cenere, Edizioni e/o, 2018
- Pasquale Ruju, Il codice della vendetta, Edizioni e/o, 2021

## Doppiatore

### Cinema
- William Shatner in Star Trek - Il film (scene aggiunte ediz. DVD)
- Scott Wickware in The Skulls II
- John Freedom Henry in Day of the Dead 2 - Contagium

### Cartoni animati
- Sirio il Dragone (1ª voce, epp. 2-5) e Mur dell'Ariete (1ª voce, epp. 10-13) ne I Cavalieri dello Zodiaco
- Robert in Rosa Alpina
- Stefano in Magico Dan, super campione
- Chibi in Lamù, la ragazza dello spazio (2ª ediz.) e negli OAV di Lamù
- Cesare in A tutto goal
- Shido ne I cinque samurai
- Ken l'aquila in Gatchaman (2ª ediz.)
- Matthew in Occhio ai fantasmi!
- Asuma ne Il pazzo mondo di Go Nagai
- Gelmer in Devilman: L'arpia Silen
- Col. Dorudo in Baoh (ed. home video)

### Televisione
- Joe Holt e Doug Cox in Scandal
- Michael O'Leary  (2ª voce) in Sentieri
- John Castellanos (1ª voce) in Febbre d'amore (2ª ediz.)
- Bruno Odar in Innamorata
- Douglas Simon ne L'eroe dei due mondi
- Patxi Freydez in Per Sempre
- Wade Carroll in MTV Undressed

### Videogiochi
- Preiss e Paul il capomaschera in Gabriel Knight II - La bestia brutale[14]

## Radio
- Etienne in Dylan Dog: L'uccisore di streghe, regia di Armando Traverso (Rai Radio 2, 2002)